# Paul Greifzu

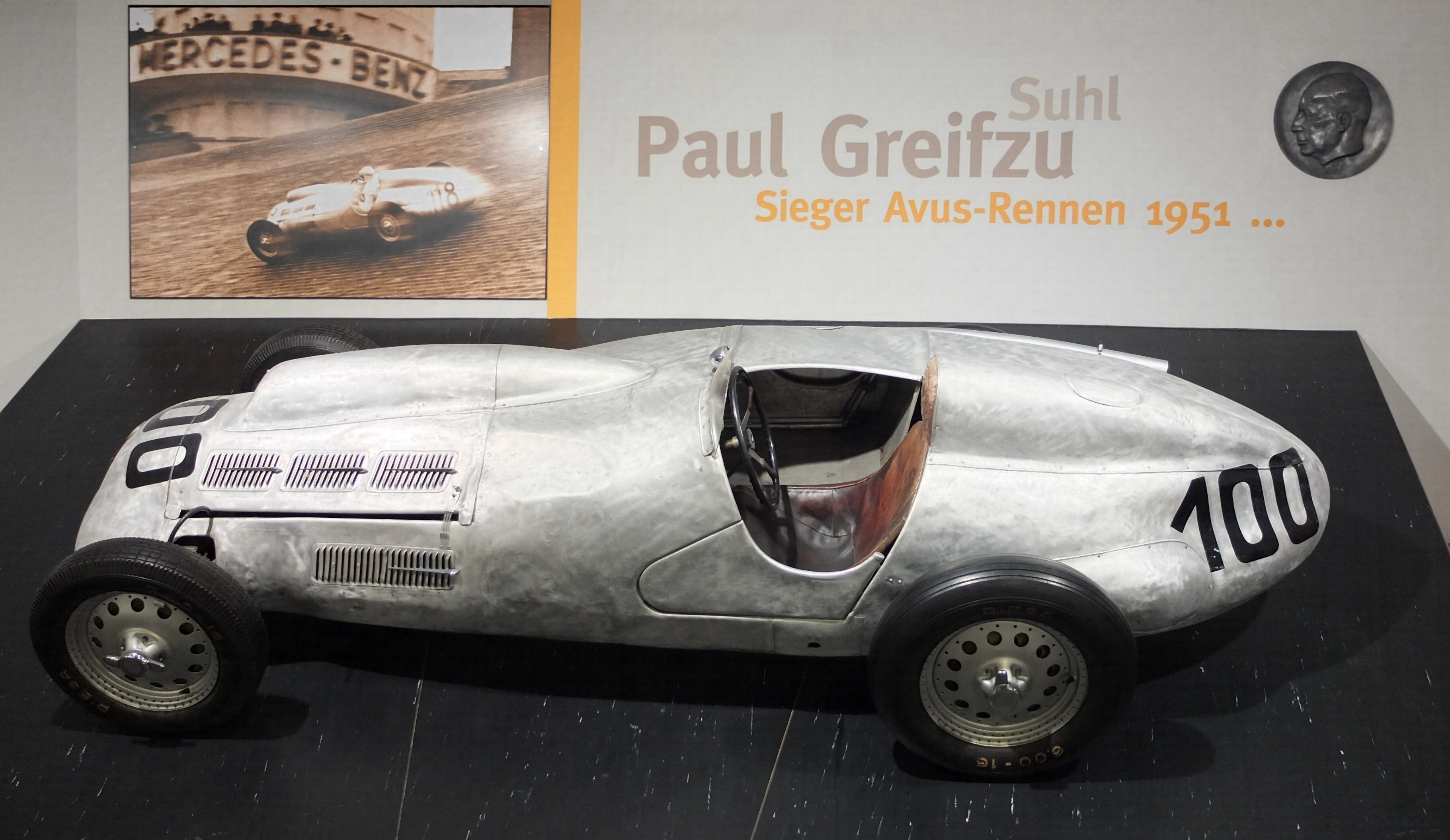
Paul Greifzus Formel-2-Rennwagen von 1951

Paul Greifzu (* 7. April 1902 in Suhl; † 10. Mai 1952 bei Dessau) war ein deutscher Automobil- und Motorradrennfahrer.

## Leben
Nach der Lehre als Werkzeugmacher und Mechaniker arbeitete Greifzu ab 1920 in der Kraftfahrzeugreparaturwerkstatt seines Vaters. 1921 nahm er an einer Langstreckenfahrt auf einem Automobil Dixi von Meiningen nach Suhl teil. 1925 gewann er mit der Saalfelder Bergprüfungsfahrt sein erstes Rennen. 1938 entschied Greifzu den Großen Preis von Deutschland für Sportwagen für sich.
Während des Zweiten Weltkriegs setzte Greifzu sich für die menschenwürdige Behandlung und Unterbringung von Zwangsarbeitern ein, daher gilt er auch als „Oskar Schindler von Suhl“.

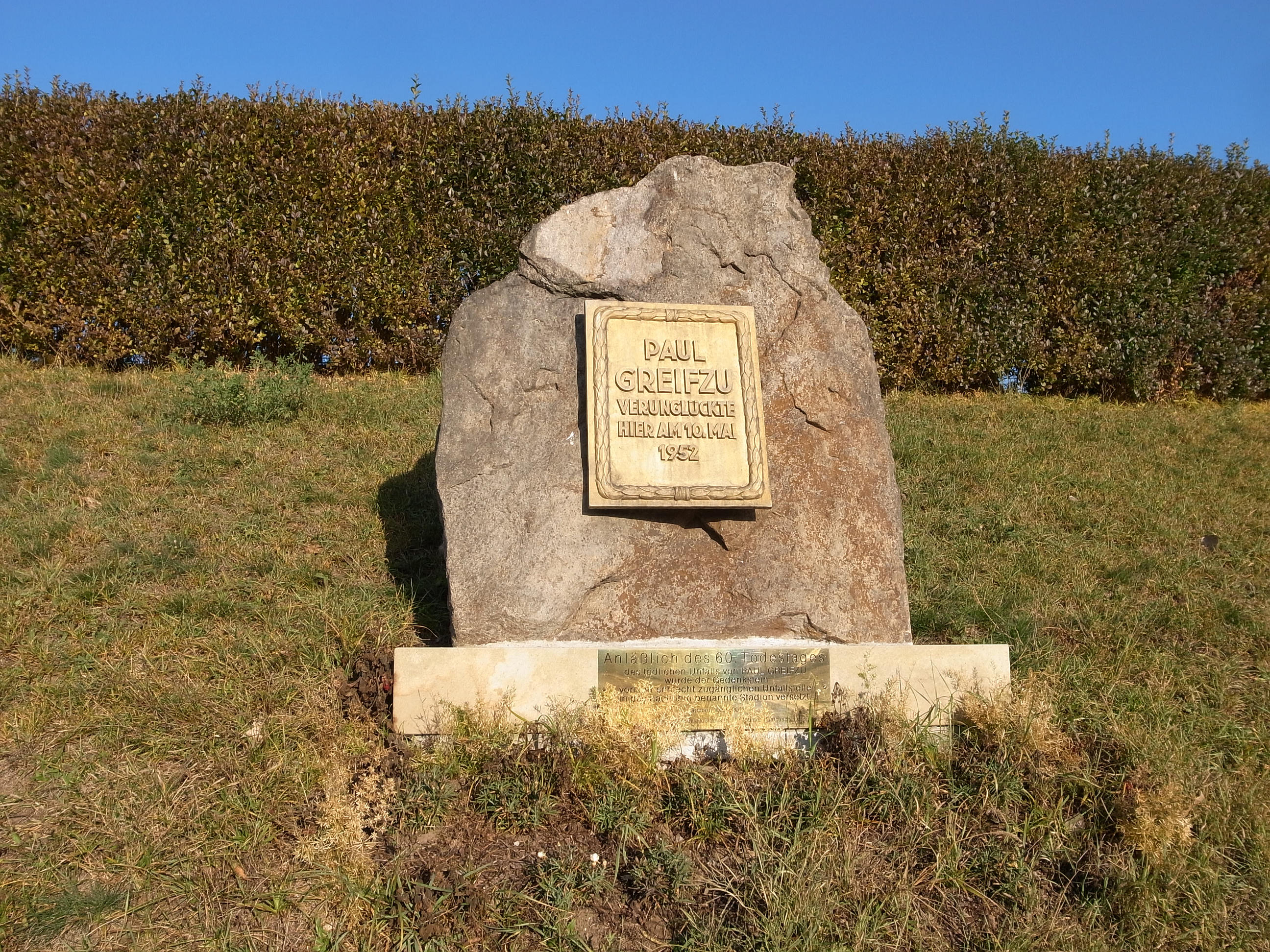
Gedenkstein für Paul Greifzu im Stadion Dessau

1950 siegte er beim Sternbergrennen von Zella-Mehlis nach Oberhof. Am 19. August 1950 überlebte Paul Greifzu einen schweren Unfall beim Rennen auf dem Nürburgring. 1951 war das Jahr der großen Erfolge, die er mit einem BMW-Eigenbau erzielte:
- 4. Platz im Lauf der Formel 2 beim Eifelrennen auf dem Nürburgring hinter Paul Pietsch, Fritz Riess und Willi Heeks,
- Sieger beim Eröffnungsrennen der Autobahnspinne Dresden,
- Sieger beim mit 29 Wagen besetzten internationalen Formel-2-Rennen auf der AVUS in Berlin,
- Sieger beim Rennen auf der Halle-Saale-Schleife,
- Sieger auf dem Sachsenring vor Hans Stuck

Das folgende Jahr beendete die Karriere von Greifzu auf tragische Weise. Am 10. Mai 1952 kam er bei einem Trainingsunfall auf der Dessauer Rennstrecke für das 3. Dessauer Wagen- und Motorradrennen ums Leben. Als Ursache wurde ein Materialfehler vermutet. Ein Gegengewicht der Kurbelwelle riss aus und der Motor blockierte. Greifzu wurde aus dem Wagen geschleudert und starb an der Unfallstelle. Er wurde vier Tage später in seiner thüringischen Heimatstadt Suhl beigesetzt.

## Ehrungen
Neben der Unfallstelle an der A 9 wurde ein Gedenkstein aufgestellt. Der Stein befand sich 500 Meter hinter der Anschlussstelle Dessau Süd in Fahrtrichtung München. Durch den starken Verkehr und einen Wildzaun war er nicht mehr zugänglich. Anlässlich des 60. Todestages wurde der Stein 2012 in das Paul-Greifzu-Stadion nach Dessau versetzt. Anstelle des Gedenksteins erinnert eine 2,50 Meter hohe Edelstahltafel, die von der Kfz-Innung aufgestellt wurde, an die Unglücksstelle.
Zu Ehren Paul Greifzus wurden mehrere Sportstadien nach ihm benannt, beispielsweise in Stralsund oder in Dessau. Auch Schulen bekamen seinen Namen, wie die Paul-Greifzu-Schule, eine Realschule in Suhl.
In Brandenburg an der Havel gab es bis kurz nach der Wiedervereinigung im Stadtteil Nord eine Paul-Greifzu-Straße. Im Zuge der politisch motivierten Umbenennungen wurde diese Straße allerdings in Freiherr-von-Thüngen-Straße umbenannt. Eine Paul-Greifzu-Straße existiert heute noch in Cottbus, Hohenstein-Ernstthal, Riesa und   Suhl.